# Фолия
Фо́лия (порт. folia, исп. folía, итал. follia, фр. la folie «легкомысленность», «потеха») — остинатная модель, основа различных вариационных форм в старинной западноевропейской музыке. Первые образцы нотированной фолии — в трактате испанского теоретика Салинаса (1577), расцвет популярности вариаций на фолию — в музыке барокко (XVII и первая половина XVIII веков). Вариации на фолию встречаются вплоть до XX века («Вариации на тему Корелли» С. В. Рахманинова).

## История
Изначально фолия была карнавальным «потешным» танцем, подобно мореске. Сопровождалась кастаньетами, погремушками и другими инструментами, производящими шум. Его исполнители — мужчины, наряженные женщинами, — вели себя столь дико и шумно, что казались лишенными рассудка (отсюда и название танца, порт. folia — страсть, безрассудство, двойная игра).
Само слово «фолия» впервые встречается у португальского драматурга Жила Винсенте в пьесе на религиозную тему Auto de la Sibilla Cassandra («Акт Сивиллы Кассандры»), написанной на кастильском испанском либо в 1503 году, либо в 1513 году, и в ней фолия упоминается как «танец, исполняемый пастухами».
Датируемая 1490 годом нотная запись вильянсико «Родриго Мартинес» (Rodrigo Martinez) фиксирует раннюю, едва ли не первоначальную мелодико-гармоническую формулу фолии. Данное вильянсико неизвестного автора вошло в так называемый «Дворцовый песенник» (Cancionero de Palacio) — сборник вильянсико, романсов и танцев, составлявшийся на протяжении сорока лет (между 1474 и 1516 гг.) при дворе Изабеллы Кастильской и Фердинанда Арагонского. Голландская исследовательница-энтузиаст Ванита Резида (Wanita Resida) утверждает, что вильянсико другого автора, Франсиско де ла Торре, соответствующее гармоническому строю фолии, могло попасть в этот сборник на пару лет раньше, чем «Родриго Мартинес».
Мелодико-гармонические формулы, служившие структурным каркасом фолии, в то время фигурируют также под названиями «паваны», «арии» и т. д. Сходны с фолией романеска (также часто называемая «певческой арией» — aria per cantar) и «старинное пассамеццо». Одну из таких моделей вместе с руководством к варьированию и образцами обработок приводит Диего Ортис в «Трактате об орнаментировании на клаузулы» (Trattado de glosas sobre clausulas y otros generos de puntos en la musica de violones, 1553 год), также не называя её фолией.
Первые дошедшие до нас образцы мелодии, прямо обозначенной как «фолия», принадлежат выдающемуся испанскому теоретику Франсиско де Салинасу. В трактате «Семь книг о музыке» (De musica libri septem), опубликованном в Саламанке в 1577 году, он называет фолию «португальским танцем» и приводит два варианта мелодии.
В рукописи 1593 года «Букет цветов или собрание различных любопытных вещей» (Мадрид, Национальная библиотека) наряду с анонимными вариациями на фолию (Cuatro differencias de folias) приводятся и «Десять вариаций на фолию», у которых указан автор — Хуан Андрес де Мендоса, «идальго из Уэски, искусный в пении, игре и танце».
В конце XVI — начале XVII вв. популярна не только в Португалии, Испании, но и в других странах Западной Европы как танец любовного содержания, сопровождавшийся игрой на гитаре. Музыкальный размер 3/4. 
Согласно американскому музыковеду Ричарду Хадсону (Richard Hudson) фолии могут быть условно подразделены на ранние (записанные до последней четверти XVII века) и поздние.
Музыка ранних фолий быстрая и темпераментная, с преобладанием мажора. Позднее по своему строю фолия приблизилась к сарабанде, мажор сменился минором, темп замедлился.

### Фолия у композиторов XVII—XX веков
Со 2-й половины XVII века сочинительство фолий выходит за пределы Пиренейского полуострова. В последующие три с половиной века к теме фолии обращались свыше 150 европейских композиторов.
В 1685 году в Лондоне в сборнике «Раздел скрипки» (англ. The Division Violin) английского издателя Джона Плейфорда впервые в Англии напечатана нотная запись вариаций на фолию, озаглавленная в содержании как «граунд Фаронелля» — по (слегка видоизменённому) имени французского композитора Мишеля Фаринеля, придворного музыканта английского короля Карла II.
В 1700 году в Риме выходит Опус № 5 Корелли, где последняя 12 соната представляет собой 23 скрипичные вариации на фолию, которые впоследствии обрабатывалась многими композиторами, в том числе Листом и Рахманиновым.
В 1705 году в Венеции опубликован скрипичный Опус № 1 Вивальди, где последняя 12-я соната «Фолия» завоёвывает соответствующей гармонической формуле достойное место в музыке эпохи барокко.
В 1706 году нотная запись «фаронеллева граунда» была опубликована без указания авторства в Лондоне в первой части сборника «Раздел флейты» (англ. The Division Flute) ещё одним крупным музыкальным издателем Англии Джоном Уолшем.
В 1815 году выходит одно из лучших оркестровых произведений Сальери — «26 вариаций на тему Испанской фолии» (итал. Variazioni sull’aria La Follia di Spagna) — которое связывает эту вариационную форму с музыкой эпохи классицизма.
Отдельные примеры вариации на фолию отмечаются в музыке XIX—XX вв., такие как, например, первая фраза рефрена 3-й части 6-го концерта Паганини, «Вариации на тему Корелли» С. В. Рахманинова, а также современные аранжировки Карла Дженкинса (Karl Jenkins — La Folia).

### Примеры фолий

#### Музыковедческие атрибуции
- 1490 год, неизвестный автор из сборника «Дворцовый песенник» (Cancionero de Palacio) — Rodrigo Martinez
- ок.1490 года, Франcиско де ла Торре (Francisco de la Torre) — Dime, triste coraçón
- 1536 год, Луис де Милан (Luys de Milán) — Pavana #1
- 1546 год, Мударра, Алонсо (Alonso Mudarra) — Pavana III и Fantasía X
- 1547 год, Энрикес де Вальдеррабано (Enríquez de Valderrábano) — Cuatro diferencias sobre la Pavana
- 1553 год, Ортис, Диего (Diego Ortiz) — Recercada Ottava
- 1557 год, Антонио де Кабесон (Antonio de Cabezón) — Para quien crié yo cabellos и Pavana con su glosa
- 1685 год, Мишель Фаринель (Michel Farinel) — Farinel’s ground (Folia) (скрипка), барокко

#### Аутентичные фолии
- 1577 год, Франсиско де Салинас (Francisco de Salinas) — De Musica libri septem
- 1593 год, Хуан Андрес де Мендоса (Juan Andrés de Mendoza) — Diez diferencias de folias (виуэла)
- 1604 год, Капсбергер, Джованни Джироламо (Giovanni Girolamo Kapsperger) — 19 Partite sulla Folia (китаррон), барокко
- 1615 год, Фрескобальди, Джироламо (Girolamo Frescobaldi) — Partite sopra Folia (орган), барокко[9][10]
- 1623 год, Алессандро Пиччинини (Alessandro Piccinini) — Partite variate sopra la folia (китаррон), барокко
- около 1650 года, Фальконьери, Андреа (Andrea Falconieri) — Folias (версия 1, скрипка, и версия 2, скрипка с гитарой), эпоха раннего барокко
- 1672 год, Люлли, Жан-Батист (Jean-Baptiste Lully) — Les Folies D' Espagne (квартет гобоев), барокко
- 1674—1675 годы, Gaspar Sanz — Folias (гитара), барокко
- 1677 год, Lucas Ruiz de Ribayaz — Folias (арфа), барокко
- 1689 год, Жан-Анри д’Англебе́р (Jean-Henry D’Anglebert) — Folies d’Espagne (клавесин), барокко
- не ранее 1695 года, Кабанильес, Хуан (Juan Bautista Cabanilles) — Diferencias de Folias (клавесин), барокко
- 1700 год, Корелли, Арканджело (Arcangelo Corelli) — La Folia for violin and piano (скрипка и фортепиано), барокко
- 1700-е годы, неизвестный (Лондон) — La Follia (адаптация фолии Корелли для флейты), барокко
- 1700-е годы, неизвестный (Германия) — La Follia (адаптация фолии Корелли для виолы да гамба), барокко
- 1701 год, Tomaso Antonio Vitali — Follia (флейта, клавесин), барокко
- 1701 год, Маре, Марен (Marin Marais) — Folies d`Espagne (виола да гамба, в аутентичном исполнении Жорди Саваля), барокко
- 1702 год, Пасквини, Бернардо (Bernardo Pasquini) — Partite diverse di Follia in re (клавесин), барокко
- 1705 год, Вивальди, Антонио (Antonio Vivaldi) — Sonata № 12 in D Minor RV63 op1 (скрипка), барокко
- 1706 год, Альбикастро, Джованни Энрико (Henrico Albicastro) — La Follia (скрипка), барокко
- 1709 год, Мартин-и-Коль, Антонио (Antonio Martin y Coll) — Diferencias sobre las folias (виола да гамба, арфа, гитара, кастаньеты), барокко
- 1709 год, Giovanni Reali — Folia (скрипка), барокко
- 1710 год, Скарлатти, Алессандро (Alessandro Scarlatti) — Folia (орган), барокко
- 1720 год, Paolo Benedetto Bellinzani — La Folia (флейта с клавесином или виолончелью), барокко
- 1722 год, Куперен, Франсуа (François Couperin) — Les Folies Francoises (клавесин), барокко
- 1726—1727 годы, Джеминиани, Франческо (Francesco Geminiani) — La Folia (скрипка), барокко
- 1730 год, Сантьяго де Мурсия (Santiago de Murcia) — Folias Italianas (гитара), барокко
- 1730 год, François Le Cocq — Folies d’Espagne (гитара), барокко
- 1778 год, Бах, Карл Филипп Эммануил (Carl Philip Emanuel Bach) — les Folies d’Espagne (клавесин), классицизм
- 1799 год, Francesco Petrini — Les Folies d’Espagne (арфа), классицизм
- 1814 год, Джулиани, Мауро (Mauro Giuliani) — Variazioni sul tema della Follia di Spagna (гитара), классицизм
- 1815 год, Сальери, Антонио (Antonio Salieri) — Variazioni sull’aria La Follia di Spagna (оркестровка), классицизм
- 1826 год, Франсуа де Фосса (François de Fossa) — Les Folies d’Espagne (гитара), классицизм
- 1830 год, Сор, Фернандо (Fernando Sor) — Folies d’Espagne (гитара), классицизм